# Diplocentrus whitei
Espèce
Synonymes
- Scorpio whitei Gervais, 1844
- Diplocentrus bigbendensis Stahnke, 1967

Diplocentrus whitei est une espèce de scorpions de la famille des Diplocentridae.

## Distribution
Cette espèce se rencontre aux États-Unis au Texas et au Mexique au Nuevo León, au Coahuila et au Chihuahua,.

## Description
Diplocentrus whitei mesure de 47 à 68 mm.

## Systématique et taxinomie
Cette espèce a été décrite sous le protonyme Scorpio whitei par Gervais en 1844. Elle est placée dans le genre Diplocentrus par Karsch en 1879.
Diplocentrus bigbendensis a été placée en synonymie par Stockwell et Nilsson en 1987.

## Étymologie
Cette espèce est nommée en l'honneur d'Adam White.

## Publication originale
- Gervais, 1844 : Remarques sur la famille des scorpions et description de plusieurs espèces nouvelles de la collection du Muséum. Archives du Muséum d'Histoire Naturelle, Paris, vol. 4, p. 201-240 (texte intégral).